# Jasna Polana (rejon wołnowaski)
Jasna Polana (ukr. Ясна Поляна) – osiedle na Ukrainie, w obwodzie donieckim, w rejonie wołnowaskim, w hromadzie Wełyka Nowosiłka. W 2001 liczyło 434 mieszkańców.